# Insert 키

여러 키 가운데 위치한 Insert 키

Insert 키(인서트 키, Insert key, 간단히 INS)는 컴퓨터 자판에서 볼 수 있는 키의 하나이다.
Delete 키와는 반대로 글자와 글자 사이에 새로운 글자를 넣거나 빈 칸을 넣고 싶을 때 사용한다. 새로 글자를 넣고 싶은 위치에 커서를 옮겨 놓고 Insert 키를 누르면 새 칸이 생기거나 커서의 모양이 변하면서 새로운 글자를 넣을 수 있게 된다.